# European Centre for Space Applications and Telecommunications
L'European Centre for Space Applications and Telecommunications o ECSAT (en català: Centre Europeu per a Aplicacions Espacials i Telecomunicacions) és un centre d'investigació pertanyent a l'Agència Espacial Europea (ESA) i situat al Harwell Science, Innovation and Business Campus a Oxfordshire, Regne Unit.
Va ser creat en 2009 i desenvolupat per l'ESA seguint l'acordat entre l'agència i el Regne Unit en 2012. S'espera que prop de 100 empleats de l'ESA treballin a Harwell el 2015. S'encarregaran de donar suport a activitats que relacionin l'espai amb les telecomunicacions, les aplicacions integrades, el canvi climàtic, la tecnologia i la ciència. Al campus es construirà un nou edifici exclusiu per a l'ESA, el qual incorporarà conceptes avançats sobre sostenibilitat i utilització de fonts d'energia naturals.
El desenvolupament de ECSAT es troba en línia amb els creixents esforços del Regne Unit en el sector espacial, inclosa la recent creació de l'Agència Espacial del Regne Unit (2010) i l'important augment de la contribució econòmica d'aquest país a l'ESA. Alhora, l'ESA es beneficia d'una relació més estreta amb el sector espacial del Regne Unit i corregeix una anomalia històrica segons la qual el Regne Unit, sent un dels majors contribuents de l'ESA, no albergava cap centre principal de l'agència .
També hi ha un altre centre de l'ESA al campus, el ESA Business Incubation Centre (BIC) Harwell, que té per objecte assistir en el desenvolupament d'idees de transferència de tecnologia ajudant a transformar-les en projectes reals i negocis viables.